# Владимир Кличко — Кельвин Брок
Владимир Кличко — Кельвин Брок — двенадцатираундовый боксёрский поединок в тяжёлой весовой категории за титулы чемпиона мира по версиям IBF и IBO, которые принадлежали Владимиру Кличко. Поединок состоялся 11 ноября 2006 года на базе спортивного комплекса «Madison Square Garden» (Нью-Йорк, США).
Поединок проходил с преимуществом Владимира Кличко, который удерживал Брока на удобной для себя дистанции и пробивал прямые удары. Начиная с пятого раунда Кличко стал попадать по сопернику акцентированными прямыми ударами с правой руки. В 7-м раунде украинец провёл двух-ударную комбинацию, после которой Кельвин Брок оказался в нокдауне. Претендент сумел подняться, но рефери Уэйн Келли остановил поединок. Победа техническим нокаутом в 7-м раунде (TKO7) была присуждена Владимиру Кличко.
После этого поражения карьера Брока пошла на спад, он провёл ещё три поединка, два из которых выиграл, а один проиграл. Боксёрская карьера Владимира Кличко продолжалась до 2017 года, за это время он сумел добавить к имеющимся у себя титулам чемпионские титулы по версиям WBA, WBO и журнала «The Ring». В ноябре 2015 года он проиграл все свои титулы британцу Тайсону Фьюри. В апреле 2017 года Кличко попытался вернуть часть своих титулов, но вновь проиграл другому британцу Энтони Джошуа.

## Предыстория
22 апреля 2006 года Владимир Кличко победил техническим нокаутом в 7-м раунде чемпиона мира по версии IBF Криса Бёрда и завладел этим титулом, также в том поединке разыгрывался вакантный титул чемпиона мира по версии IBO, который тоже достался Кличко. После победы над Бёрдом, Владимир Кличко назвал Хасима Рахмана, Сергея Ляховича, Николая Валуева, Джеймса Тони и Леймона Брюстера наиболее желанными соперниками для своего следующего поединка. Однако он также отметил, что скорее всего его следующим соперником станет непобеждённый американец Кельвин Брок.
Команда Владимира Кличко начала переговоры относительно его поединка против американца Шеннона Бриггса. Однако менеджер украинского чемпиона — Шелли Финкель начал параллельно вести переговоры относительно следующего поединка Кличко-младшего с чемпионом мира по версии WBC Олегом Маскаевым и непобеждённым американцем Кельвином Броком (29 побед, 22 одержаны досрочно). Вследствие этого, Шеннон Бриггс отказался от этого поединка и решил провести поединок против чемпиона мира по версии WBO Сергея Ляховича. В итоге, соперником Владимира Кличко стал Брок, который в прошлом своём поединке победил Тимура Ибрагимова и завоевал титул WBC FECARBOX (чемпиона Центрально-американской боксёрской федерации Всемирного боксёрского совета).
9 ноября 2006 года в Нью-Йорке прошло официальное взвешивание боксёров перед поединком, Владимир Кличко весил 109,315 кг, а его визави — 101,831 кг.

### Прогнозы
По мнению большинства спортивных журналистов и боксёров в этом поединке фаворитом считался Владимир Кличко. Журналисты украинского боксёрского издания «Ринг», делая свой прогноз на этот поединок, единогласно были уверены в победе Владимира Кличко техническим нокаутом. Однако мнения относительно раунда, в котором Кличко победит Брока, разнились. Евгений Пилипенко был уверен, что поединок завершится в 4-м или 5-м раунде, а Олег Сарычёв считал, что последними в этом поединке могут быть раунды с 8-го по 10-й. Более чёткие прогнозы дали Константин Лободин и Антон Горюнов, которые поставили на победу Кличко в 5-м раунде, а Игорь Витько был уверен в победе своего соотечественника в 6-м раунде.
Бывшая американская чемпионка мира среди женщин по версии WBC — Кристи Мартин была уверена в том, что Броку удастся выиграть этот поединок. Мнение Мартин разделял и другой американский боксёр Брайан Минто. Пуэрто-риканский боксёр, бывший чемпион мира по версиям WBA и IBO Хосе Антонио Ривера считал, что Владимир Кличко с лёгкостью сможет победить Брока. С прогнозом Риверы согласился чемпион штата Арканзас Джей-Ди Чапман, но при этом он указал, что поединок завершится до 6-го раунда. В досрочной победе Кличко-младшего также был уверен другой американец Доминик Гуинн. Более осторожным в своих прогнозах был южноафриканский боксёр Франсуа Бота, который ранее встречался на ринге с Владимиром Кличко. Он был уверен в его победе, но при этом не уточнил будет ли это досрочная победа или победа, присуждённая судейским решением. Дэвид Родригес был уверен в победе украинца до 10-го раунда, но при этом отмечал, что поединок будет достаточно конкурентным.

## Ход поединка
Начиная с первого раунда, боксёры вели поединок довольно осторожно, присматриваясь друг к другу. Владимир Кличко, в свойственной ему манере, начал выбрасывать не акцентированные джебы (прямые удары). Брок же выглядел не сконцентрированным, и боксировал вторым номером (контратакуя). После нескольких удачных атак от Кличко, Кельвин начал пытаться срывать их, стал клинчевать, отскакивать от ударов, а один раз, потеряв равновесие, упал. После этого Броку всё же удалось сконцентрироваться и не дать Кличко попасть по себе акцентированным ударом. В перерыве между 1-м и 2-м раундами, тренер Владимира — Эмануэль Стюард посоветовал своему подопечному продолжать боксировать в атаке и наносить только прямые удары. Второй и третий раунды прошли так же как и первый, Кличко старался найти «дыру в защите» у Брока, а тот в свою очередь продолжал боксировать вторым номером, и при каждой атаке в исполнении Кличко пытался уйти в клинч или подойти к нему на ближнюю дистанцию. Во втором раунде Владимир сохранил своё преимущество, но в 3-м и 4-м раундах Брок был активнее его. Это объясняется тем, что в этих раундах Кличко старался довести до цели силовой правый прямой удар.
В перерыве между 4-м и 5-м раундами Стюарт посоветовал Кличко начать работать акцентированными ударами и не давать Броку сократить дистанцию. В самом начале пятого раунда Броку несколько раз подряд удалось попасть по сопернику джебом, в ответ на это Кличко выбросил аналогичные удары. В том же раунде Владимир начал доводить до цели акцентированные правые прямые удары. 6-й раунд боксёры провели в том же ключе, что и предыдущий. За полторы минуты до конца раунда они зацепились друг за друга ногами и оказались на настиле ринга, но через несколько секунд сумели подняться.
В 7-м раунде Владимир продолжил пробивать двух-ударные комбинации (левый и правый джебы). После одной из этих комбинаций Брок был потрясён, но всё же сумел выбросить несколько акцентированных ударов, которые не дошли до цели. После этого, чуть более, чем за минуту до конца раунда, Владимир вновь попал по сопернику акцентированным прямым ударом с правой руки, что привело к падению Брока. После этого рефери поединка Уэйн Келли начал отсчёт нокдауна, Брок сумел встать на ноги, но увидев, что он потрясён, Келли дал отмашку о завершении поединка. В итоге победа техническим нокаутом в 7-м раунде (TKO7) была присуждена Владимиру Кличко.
| Таблица ударов    | Таблица ударов | Таблица ударов |
| ----------------- | -------------- | -------------- |
|                   | Кличко         | Брок           |
| Попаданий         | 90             | 77             |
| Выпущено          | 305            | 280            |
| Процент попаданий | 30 %           | 28 %           |

| Счёт судейских записок на момент остановки поединка | Счёт судейских записок на момент остановки поединка | Счёт судейских записок на момент остановки поединка | Счёт судейских записок на момент остановки поединка | Счёт судейских записок на момент остановки поединка | Счёт судейских записок на момент остановки поединка |
| Дон Аккерман                                        | Дон Аккерман                                        | Луис Ривера                                         | Луис Ривера                                         | Питер Трематерра                                    | Питер Трематерра                                    |
| --------------------------------------------------- | --------------------------------------------------- | --------------------------------------------------- | --------------------------------------------------- | --------------------------------------------------- | --------------------------------------------------- |
| Владимир Кличко                                     | Кельвин Брок                                        | Владимир Кличко                                     | Кельвин Брок                                        | Владимир Кличко                                     | Кельвин Брок                                        |
| 59                                                  | 55                                                  | 59                                                  | 56                                                  | 59                                                  | 55                                                  |

## Андеркарт
В таблице перечислены результаты всех поединков боксёров.
В каждой строке указан результат поединка. Дополнительно номер поединка обозначен цветом, который обозначает итог поединка. Расшифровка обозначений и цветов представлена в нижеследующей таблице.
| Пример | Расшифровка                     |
| ------ | ------------------------------- |
|        | Победа                          |
|        | Ничья                           |
|        | Поражение                       |
|        | Планируемый поединок            |
|        | Поединок признан несостоявшимся |
| КО     | Нокаут                          |
| ТКО    | Технический нокаут              |
| PTS    | Решение судей (по очкам)        |
| UD     | Единогласное решение судей      |
| MD     | Решение большинства судей       |
| SD     | Раздельное решение судей        |
| RTD    | Отказ от продолжения боя        |
| DQ     | Дисквалификация                 |
| NC     | Поединок признан несостоявшимся |

| Боксёр                   | Итог поединка | Боксёр               | Примечания                                                                             |
| ------------------------ | ------------- | -------------------- | -------------------------------------------------------------------------------------- |
| Владимир Кличко (46-3)   | TKO7 (12)     | Кельвин Брок (29-0)  | Бой за титулы чемпиона мира в тяжёлом весе по версиям IBF и IBO.                       |
| Мануэль Медина (66-15)   | MD12 (12)     | Кевин Келли (59-7-2) | Рейтинговый поединок в полулёгком весе.                                                |
| Лейла Али (22-0)         | TKO4 (10×2)   | Шелли Буртон (8-2-1) | Бой за титулы чемпиона мира среди женщин во втором среднем весе по версиям WIBA и WBC. |
| Франциско Фигероа (13-2) | MD10 (10)     | Джои Риос (14-0)     | Бой за титул чемпиона в первом полулёгком весе штата Нью-Йорк.                         |
| Деррик Росси (13-0)      | UD10 (10)     | Шэннон Миллер (14-2) | Бой за титул чемпиона в тяжёлом весе штата Нью-Йорк.                                   |
| Энди Ли (5-0)            | UD10 (10)     | Деннис Шарп (17-2-3) | Рейтинговый поединок во втором среднем весе.                                           |
| Реджи ла Крит (дебют)    | RTD3 (4)      | Денис Лозада (2-0)   | Рейтинговый поединок в полутяжёлом весе.                                               |

## После боя
Через несколько дней после поединка Президент Украины Виктор Ющенко своим указом наградил Владимира Кличко орденом «За мужество» I степени, с формулировкой «за мужество, самоотдачу и волю к победе, проявленные в поединке за чемпионский титул в категории супертяжеловесов престижной версии профессионального бокса Международной боксёрской федерации (IBF), подъем международного спортивного авторитета Украины».
После этого поражения у Кельвина Брока начались проблемы со зрением и он провёл ещё три поединка, два из которых выиграл, а один проиграл. Несмотря на это, в 2018 году, вспоминая о поединке с Кличко-младшим, Брок сказал, что это был лучший момент в его карьере.
После победы над Броком Владимир Кличко провёл 17 успешных поединков-защит титулов чемпиона мира по версиям IBF и IBO. Помимо защит Владимир Кличко проводил поединки за объединение чемпионских титулов. 23 февраля 2008 года Владимир Кличко победил единогласным судейским решением непобеждённого россиянина Сулатана Ибрагимова (22-0-1) и вернул себе титул чемпиона мира по версии WBO, 20 июня 2009 года победил Руслана Чагаева (25-0-1), ввиду отказа того от продолжения поединка после 9-го раунда и завоевал вакантный титул чемпиона мира по версии журнала «The Ring». 2 июля 2011 года, единогласным судейским решением, он победил британца Дэвида Хэя (25-1) и завоевал титул чемпиона мира по версии WBA Super. Владимир Кличко продолжал доминировать в тяжёлом весе вплоть до ноября 2015 года, когда он проиграл единогласным судейским решением Тайсону Фьюри (27-0). В апреле 2017 года Владимир Кличко попытался вернуть свои титулы в поединке против Энтони Джошуа (18-0), но вновь потерпел поражение, после чего завершил карьеру.

## Комментарии
1. ↑  На самом деле на момент боя на счету Владимира Кличко быть на одну досрочную победу больше. Разночтения в рекорде Владимира Кличко возникли после его поединка с Бико Ботовамунгу 23 августа 1997 года, когда рефери остановил поединок дисквалифицировав Ботовамунгу, затем результат встречи был изменен на победу Кличко техническим нокаутом. Однако на сайте BoxRec, который является одним из самых авторитетных статистических сайтов на данную тему, в отличие от других источников, результат остался прежним[1].